# Дисеминирана интравазална коагулация
Дисеминираната интравазална коагулация (ДИК синдром, консумативна/преразходна коагулопатия) е придобита хеморагична диатеза, синдром на патологично активиране на системата на кръвосъсирването. ДИК синдромът е комплексно хемостазно нарушение, което се среща при разнообразни болестни процеси.

## Етиология
Причините за развитие на ДИК синдром могат да бъдат различни. На практика не съществува болестно състояние, усложнението от което да не може да доведе до ДИК. Някои от болестите и патологичните състояния са:
- Усложнения в акушерството и гинекологията – септичен аборт, пуерперален сепсис, отлепване на плацентата, задръжка на мъртъв плод, амнионна емболия, токсикоза на бременността.
- При всички видове шок.
- Кръвопреливане на несъвместима или стара кръв.
- Неопластични процеси – левкоза, белодробен карцином, стомашен карцином и др.
- Тежки инфекции и усложенията им, водещи до сепсис – стрептококов, менингококов сепсис и др.
- Масивна увреда на тъканите – травма, синдром на затрупаните, изгаряния.
- Автоимунни заболявания.
- Аортна аневризма.
- Гигантски хемангиом.
- Отравяния с гъби.
- Ухапвания от отровни животни.

## Патофизиология
ДИК синдромът протича в три последователни фази:
1. Фаза на хиперкоагулация.
2. Фаза на фибринолиза.
3. Фаза на хипокоагулация.

Първата фаза започва с патологичното активиране на системата на кръвосъсирване, причина за образуването на множество микротромби в цялата кръвоносна система, което води до нарушаване на микроциркулацията на различни органи и системи с произтичащата от това многоорганна недостатъчност.
През втората фаза се наблюдава опит за компенсация на увеличеното кръвосъсирване чрез активиране на фибринолитичната система, която разгражда образуваните тромби.
Третата фаза се изявява в изтощаване на системата на кръвосъсирване, следствие от консумирането на факторите на кръвосъсирване и фибринолиза през първите две фази. Налице е намалена до липсваща коагулация, с произтичащите от това кръвотечения в различни тъкани и органи.